# كلية الهندسة الميكانيكية بجامعة حلب
كلية الهندسة الميكانيكية - جامعة حلب
يعود إحداث كلية الهندسة الميكانيكية بهذا الاسم بحسب الموقع الرسمي لجامعة حلب  إلى سنة 1983 م حيث فصلت عن كلية الهندسة الميكانيكية والكهربائية وحددت الأهداف التالية لها:
- إعداد وتأهيل المهندسين في مجال الميكانيكا [3][4][5][6] من مختلف الاختصاصات وتزويدهم بمستوى عالٍ من المعرفة والمهارة يواكب التقدم العلمي والتقني.
- تأمين حاجة مؤسسات وشركات القطاع العام والخاص في القطر من مهندسين مختصين في مجالات هندسية مختلفة وترجع أسباب قلتهم الي هجرة العمالة المدربة لظروف وحياة أفضل وهربا من اوضاع حالية .
- تقديم الخبرات الهندسية والاستشارات الفنية للشركات والمؤسسات الصناعية من أجل إيجاد الحلول المثلى للمشاكل التي تواجهها هذه الشركات.
- النهوض والمشاركة في البحوث العلمية والدراسات العليا من خلال افتتاح دبلومات الدراسات العليا باختصاصات مختلفة.

## أقسام الكلية
تضم كلية الهندسة الميكانيكية الأقسام الدراسية التالية:
- هندسة الطاقة
- هندسة التصميم والإنتاج
- هندسة الآلات الزراعية
- هندسة الطيران
- الهندسة النووية: تم افتتاح القسم عام 2000 ثم توقف عن قبول الطلاب عام 2005 .. تم إعادة افتتاح القسم في العام الدراسي 2013-2014
- الهندسة الصناعية
- علم المواد الهندسية: وليس التسمية الشائعة خطأ هندسة التعدين
- هندسة الغزل والنسيج: وهو آخر قسم افتتح ثم عدل اسم الاختصاص لاحقا إلى «ميكانيك الغزل والنسيج».

ويوجد قسمان آخران ولكن تدريسيان وهما قسم العلوم الأساسية وقسم الميكانيك التطبيقي.

## النظام الدراسي
يخضع النظام الدراسي في الكلية لأحكام قانون تنظيم الجامعات في الجمهورية العربية السورية. مدة الدراسة في كل الأقسام خمس سنوات. يقبل الطلاب فيها عن طريق نظام المفاضلة العامة للطلاب العرب السوريين والفلسطينيين، أما الطلاب الآخرون فيخضعون لشروط خاصة غالباً ما تتوفر في الاتفاقيات التعليمية بين الدول.
تنقسم المواد الدراسية على فصلين دراسيين ويعد الطالب ناجحاً إلى السنة التالية إذا نجح في جميع المواد، ويعتبر منقولاً في حال رسوبه بأربع مواد على الأكثر. للطالب حق الدخول لدورة تكميلية فقط في العام الدراسي الأخير بشرط أن لا يرسب بأكثر من أربع مواد أيضاً.

## النشاطات العلمية
يقام على مدرجات الكلية أعمال المؤتمر الدولي الفرانكفوني للميكانيك المتقدم حيث شهدت نسخة 2008 تكريم الجيل الذي باتت بصماته خالدة في الكلية وهم العمداء السابقون: أ.د. تاج الدين ضيا والمرحوم أ.د. أحمد فيصل العمر وأ.د. سلمان السغبيني والمرحوم أ.د. علي الفارس وأ.د. محمد نجيب عبد الواحد (معاون وزير التعليم العالي حالياً) وأ.د. غسان سلوم

## مكتبة الكلية
تحتوي مكتبة الكلية على العديد من المراجع الأساسية والحديثة في كل المجالات الهندسية والعلوم الفيزيائية والكيميائية والمعلوماتية التطبيقية. نذكر هنا قيام طلاب الدراسات العليا للعام الدراسي 1999-2000 بإشراف مباشر من د. محمد هيثم إبراهيم بإنشاء قاعدة بيانات كنواة لمشروع أتمتة عمل المكتبة.

## وصلات خارجية
1. الموقع الرسمي لكلية الهندسة الميكيانيكية بجامعة حلب
2. الموقع الرسمي لجامعة حلب
3. موقع طلابي لكلية الهندسة الميكانيكية بجامعة حلب
4. موقع طلاب جامعة حلب